# Anaspis olympiae
Anaspis olympiae là một loài bọ cánh cứng trong họ Scraptiidae. Loài này được Hatch miêu tả khoa học năm 1965.